# Камара, Махди
Махди́ Шерно́ Фили́пп Камара́ (фр. Mahdi Cherno Philippe Camara; 30 июня 1998 года, Мартиг, Франция) — французский футболист малийского происхождения, полузащитник клуба «Ренн».

## Карьера
Махди является воспитанником Сент-Этьена. С сезона 2015/2016 выступает за вторую команду. 23 января 2016 года дебютировал за неё в поединке против «Селонже». Всего в дебютном сезоне провёл пять встреч, лишь со следующего став игроком стартового состава. 26 февраля 2017 года забил свой первый мяч в профессиональном футболе, поразив ворота клуба «Орельяк Арпажон». После проведённого очередного сезона, 2017/2018, во второй команде, подписал с клубом трёхлетний контракт. Произошло это 15 марта 2018 года.
11 августа 2018 года Камара дебютировал в Лиге 1 в поединке против «Генгама». На 81-й минуте он вышел на поле вместо Кевина Монне-Паке.

## Статистика
Клубная статистика
Данные на 15 августа 2018 года.
| Клуб            | Сезон           | Лига | Лига | Кубок | Кубок | Еврокубки | Еврокубки | Всего | Всего |
| Клуб            | Сезон           | Игры | Голы | Игры  | Голы  | Игры      | Голы      | Игры  | Голы  |
| --------------- | --------------- | ---- | ---- | ----- | ----- | --------- | --------- | ----- | ----- |
| Сент-Этьен-II   | 2015/16         | 5    | 0    | 0     | 0     | 0         | 0         | 5     | 0     |
| Сент-Этьен-II   | 2016/17         | 16   | 4    | 0     | 0     | 0         | 0         | 16    | 4     |
| Сент-Этьен-II   | 2017/18         | 25   | 5    | 0     | 0     | 0         | 0         | 25    | 5     |
| Сент-Этьен-II   | Всего           | 46   | 9    | 0     | 0     | 0         | 0         | 46    | 9     |
| Сент-Этьен      | 2017/18         | 0    | 0    | 1     | 0     | 0         | 0         | 1     | 0     |
| Сент-Этьен      | 2018/19         | 1    | 0    | 0     | 0     | 0         | 0         | 1     | 0     |
| Сент-Этьен      | Всего           | 1    | 0    | 1     | 0     | 0         | 0         | 2     | 0     |
| Всего в карьере | Всего в карьере | 47   | 9    | 1     | 0     | 0         | 0         | 48    | 9     |